# Экономика участия

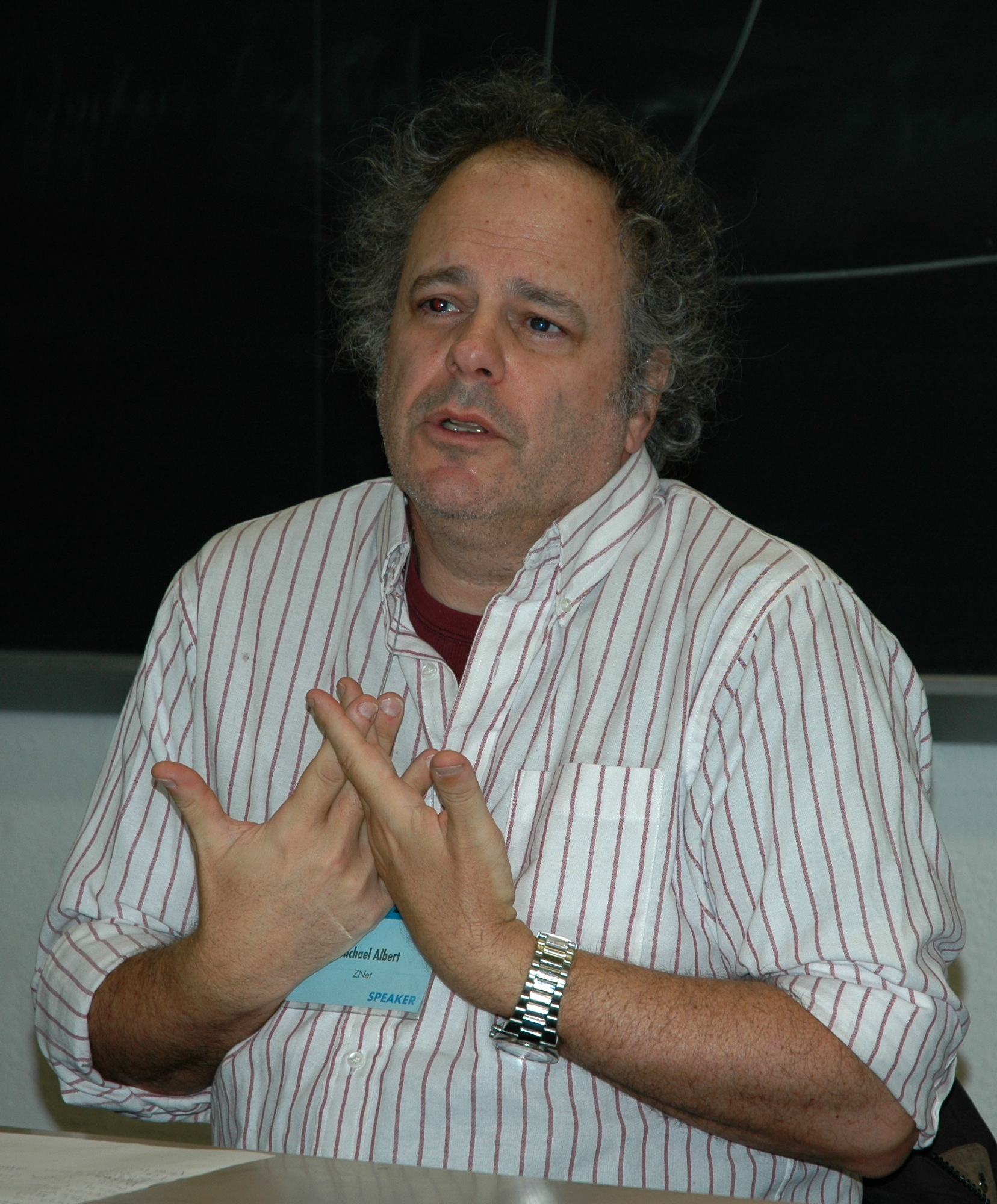
Майкл Альберт

Экономика участия, или соучастная экономика (англ. participatory economics, parecon), — одна из форм социалистической децентрализованной плановой экономики, предложенная экономистами Майклом Альбертом и Робином Ханелем в качестве альтернативы капитализму и централизованному экономическому планированию.

## Описание
Основополагающими ценностями, которые стремится реализовать экономка участия, являются солидарность, разнообразие, справедливость, самоуправление, интернационализм и экологическая устойчивость. В современном обществе различаются три класса: рабочие, собственники, и «координаторы», то есть люди, занимающие управленческие должности, такие как менеджмент. Майкл Альберт считает, что решающей неудачей стран советского социализма было появление класса управленцев, отнявшего у работников право принимать решения и распоряжаться средствами производства. С целью изменить ситуацию он предлагает упразднить не только частную собственность на средства производства, но и любые формы «координаторства». 
В соответствии с ценностью самоуправления все вопросы в экономике участия решаются советами всех заинтересованных лиц, и производителей, и потребителей.

## Работа и вознаграждение

### Совет работников
Координирование работы внутри предприятия обеспечивается советом работников, на котором решаются вопросы, касающиеся организации рабочего процесса, предпочитаемого способа принятия решений, а так же другие вопросы, касающиеся деятельности всего предприятия. Соответственно масштабу возникающих вопросов могут собираться советы внутри подразделений и рабочих групп. 

### Равновесные должности
Должности на местах работы в соучастной экономике формируются с помощью так называемых равновесных комплексов задач — способа распределения работы внутри предприятия или группы (предложенного в качестве альтернативы корпоративному разделению труда), при котором комплекс задач, выполняемый каждым из работников, обеспечивает сопоставимые среди всех работников привычки и способности к принятию решений.
В должностные инструкции каждого работника входит справедливая доля как усиливающих и развивающих самостоятельность задач, так рутинных и механических задач. Благодаря этому поддерживается ситуация, при которой каждый работник получает знания, информацию, навыки и уверенность в себе для коллективного координирования рабочей деятельности и принятия решений на основе самоуправления.

### Вознаграждение в соответствии с усилиями и потребностями
Альберт и Ханель утверждают, что несправедливо и неэффективно выплачивать компенсацию людям на основе удачи (например, навыков или талантов, обусловленных обстоятельствами их рождения или наследственностью, разницей в эффективности оборудования, и т.п.) или соответственно производительности рабочих (измеряемой стоимостью товаров, которые они производят). Таким образом, основной принцип экономики участия — вознаграждение работников пропорционально длительности их работы, приложенным усилиям и неудобству или вредности работы. Например, работа в горнодобывающей промышленности, которая является опасной и обременительной, будет более высокооплачиваемой, чем работа в офисе за такое же количество времени, что позволит горняку работать меньше часов за ту же оплату, а также распределить бремя очень опасных и тяжёлых рабочих мест среди населения.
В экономике участия будут предусмотрены исключения из принципа компенсации за усилия для инвалидов, детей, пенсионеров, заболевших работников и работников, временно находящиеся в переходных обстоятельствах, которые будут получать среднее вознаграждение или компенсацию в соответствии с особыми потребностями.

## Распределение товаров и услуг

### Совет потребителей
Советы потребителей, формирующиеся соответственно числу заинтересованных людей (внутрисемейные, соседские, домовые, районные), составляют приблизительный набор товаров и услуг, который потребуется в следующем учётном периоде.

### Бюро содействия
Помощь в переговорах между советами рабочих и потребителей будет оказываться так называемыми бюро содействия. Также данные бюро будут предоставлять на рассмотрение советов предварительный план и ориентировочные цены товаров и услуг на следующий учётный цикл.

### Соучастное планирование
Создание удовлетворяющего все стороны переговоров плана достигается путём итеративной процедуры, называемой соучастным планированием, которое состоит из трёх этапов. 

#### Этап 1. Оглашение стоимостей
На первом этапе бюро содействия оглашают ориентировочные стоимости всех ресурсов, товаров и услуг. Работники и потребители используют эти данные во время процедуры планирования, чтобы узнать о том, во сколько обществу обходятся различные варианты выбора товаров и услуг для производства и потребления на предстоящий учётный период.

#### Этап 2. Подача заявок и предложений
Каждый отдельный человек подаёт заявки на предметы личного потребления. Советы потребителей вносят свои заявки на услуги и предметы коллективного потребления.
Советы работников вносят предложения касательного того, что их предприятие планирует произвести в предстоящем периоде. Предложение подкрепляется заявкой о необходимых материалах, таких как сырьё и оборудование. Также на этом этапе каждый из работников может решить сколько часов в неделю он желал бы работать в следующем учётном периоде.

#### Этап 3. Обновление стоимостей
Бюро содействия, используя программный алгоритм, обновляет стоимости всех производственных ресурсов, загрязняющих веществ и конечных товаров и услуг в сторону повышения или понижения. В случае избыточного спроса на конкретное благо, его стоимость повышается, в случае избыточного предложения — понижается.
Этапы повторяются несколько раз до тех пор, пока не исчезнут избытки спроса и предложения. К концу процесса достигается эффективный, справедливый и экологически устойчивый план на следующий учётный период.